# Aldieres Joaquim dos Santos Neto
Aldieres Joaquim dos Santos Neto (født 5. maj 1980) er en tidligere brasiliansk fodboldspiller.
Han har spillet for flere forskellige klubber i sin karriere, herunder Kashiwa Reysol.